# 突尼斯站
突尼斯站（阿拉伯语：‎）又称突尼斯中央车站（法語：Tunis Gare Centrale）是突尼西亞首都突尼斯市的主要火車站，由突尼西亞鐵路公司營運。
在2011年茉莉花革命期間，該站在一場火災中受損。